# Hypagyrtis nullaria
Hypagyrtis nullaria là một loài bướm đêm trong họ Geometridae.